# Félix (bande dessinée de Deliège)
Félix est une série de bande dessinée franco-belge créé en 1965 par Maurice Rosy et Paul Deliège dans le no 1404 du journal Spirou sous forme de mini-récit.

## Publication
Deux mini-récits : 
- Félix veilleur de nuit

Mini-récit no  260 publié le 11 mars 1965 dans le Spirou no  1404,
- Félix et le cabochon

Mini-récit no  297 publié le 25 novembre 1965 dans le Spirou no  1441,.